# Juan Pablo Rial
Juan Pablo Rial (Buenos Aires, Argentina; 17 de octubre de 1984) es un futbolista argentino. Se retiró en Sportivo Barracas poniéndole fin a una carrera de 17 años de profesionalismo con pasos en ligas de exterior como México, Bélgica y Honduras. En 2020 se recibió de director técnico, y es el actual (2022) asistente técnico de Manuel Keosseian en el Club Deportivo Marathon de Honduras.

## Trayectoria
Proviene de las inferiores del Deportivo Español donde debutó en 2003 con 19 años y lo hizo hasta el 2006 cuando se fue al Deportivo Toluca de México. Luego en 2007 volvió al Deportivo Español hasta 2008 cuando se fue al Club Atlético Platense. En 2009 se va al Club Atlético All Boys, Donde consigue el ascenso a la máxima categoría del fútbol argentino. Luego vuelve a Club Atlético Platense en 2010.
En 2011 parte al fútbol europeo para militar con el Royal Charleroi Sporting Club de la Primera División de Bélgica. Al  año siguiente regresa a la Argentina para jugar con el Club Atlético Temperley . Desde 2012 hasta 2014 estuvo jugando con el Centro Juventud Antoniana y a mediados de 2014 firma contrato con uno de los clubes grandes de Honduras, el Club Deportivo Marathón de San Pedro Sula.
En total jugó 356 partidos con un total de 74 goles.

## Clubes
| Club                | País      | Año         |
| ------------------- | --------- | ----------- |
| Español             | Argentina | 2003 - 2006 |
| Toluca              | México    | 2006        |
| Español             | Argentina | 2007 - 2008 |
| Platense            | Argentina | 2008 - 2009 |
| All Boys            | Argentina | 2009 - 2010 |
| Platense            | Argentina | 2010 - 2011 |
| Sporting Charleroi  | Bélgica   | 2011        |
| Temperley           | Argentina | 2012        |
| Juventud Antoniana  | Argentina | 2012 - 2014 |
| Marathón            | Honduras  | 2014        |
| Atlético Camioneros | Argentina | 2015        |
| Sportivo Barracas   | Argentina | 2016 - 2019 |